# Raoul Bova
Pour les articles homonymes, voir Bova.
Raoul Bova, né le 14 août 1971 à Rome, est un acteur et mannequin italien.

## Biographie

### Jeunesse et Famille
Il est né à Rome le 14 août 1971 de parents originaires de Roccella Jonica en Calabre et d'Acerra en Campanie. Après avoir obtenu un diplôme de l'Istituto Magistrale Jean-Jacques Rousseau, il s'inscrit à l'Institut Supérieur d'Éducation Physique (qui est de niveau universitaire) mais ne va pas jusqu'au bout du cursus. En effet, alors qu'il remporte à l'âge de 15 ans le championnat italien section jeunesse du 100 m dos masculin, sa carrière sportive ne décolle pas vraiment et il abandonne la compétition. À 21 ans, il fait son service militaire dans le corps des tireurs d'élite, où il est instructeur de natation à l'école de sous-officiers.
Marié en premières noces à la vétérinaire Chiara Giordano en 2001, le couple a deux fils : Alessandro Leon (né en 2000) et Francesco (né en 2001), puis se sépare en 2014. Il vit depuis  avec l'actrice espagnole Rocio Munoz Morales, rencontrée sur le set du film Immaturi, et mère de ses deux filles : Luna (née en 2015) et Alma (née en 2018). Le couple d'acteurs vit à Rome mais possède aussi la Masseria di San Giovanni, une propriété de type mas dans la région des Pouilles, dans le sud de l'Italie.

### Carrière
Il fait ses débuts sur le grand écran en 1992 grâce au producteur Fiorenzo Senese qui lui confie un petit rôle dans le film Mutende Pazze dirigé par Roberto D'Agostino avec Eva Grimaldi. La même année, il travaille à la Rai Uno pour Una storia Italiana (Une histoire italienne), téléfilm dirigé par Stefano Reali qui raconte la vie des frères Giuseppe Abbagnale et Carmine Abbagnale, gloires de l'aviron italien. La même année il apparaît dans le film Quando eravamo repressi (Lorsque nous avons été réprimés), réalisé par Pino Quartullo.
Il obtient son premier rôle important avec le film de 1993 de Carlo Vanzina, Piccolo Grande amore, dans lequel il joue Marco, un professeur de surf qui séduit la belle princesse étrangère, jouée par Barbara Snellenburg. En 1996 il est le personnage central du thriller culte dirigé par Claudio Fragasso Palermo Milano sola andata. Il y joue le rôle du capitaine Nino Di Venanzio et va connaître un franc succès en Italie. La même année il joue dans le film  La Lupa (La louve) avec Monica Guerritore, tiré du roman de Giovanni Verga et dirigé par Gabriele Lavia.
Il joue le rôle du commissaire adjoint Breda de la serie télé sur la mafia : La Piovra 7 - Inchiesta sulla morte del commissario Cattani  (La Pieuvre 7 - Enquête sur la mort du commissaire Cattani). En 2001, il participe au film de Pupi Avati I Cavalieri che fecero l'Impresa (Les chevaliers qui réussirent l'exploit ).
Il commence aussi à travailler aux États-Unis en 2002 dans Avenging Angelo  de Sylvester Stallone, et Sous le soleil de Toscane (2003) avec Diane Lane. En 2004 il est l'une des stars de Alien vs Predator. En 2003, il joue avec Giovanna Mezzogiorno dans le film La Fenêtre d'en face dirigé par Ferzan Özpetek. En 2004 il est toujours dans la mini-série TV Ultimo (sur la capture de Toto Riina, tête de la mafia italienne ), toujours sous la direction de Michele Soavi.
En 2006 il débute dans la série télévisée américaine What About Brian (avec Rosanna Arquette) et en Italie il est le personnage central du drame Nassiria per non dimenticare (Nasiriyah - Sans oublier) réalisé par Michele  Soavi. L'année suivante en 2007, il joue avec Michael Keaton dans The Company (série télévisée) dans le rôle de Roberto Escalona. En janvier 2008 sort le film (blockbuster) Scusa ma ti chiamo amore (Désolé si je t'aime) dirigé par Federico Moccia. La même année, il participe au film réalisé par Giuseppe Tornatore Baarìa, et qui sort en salles en septembre 2009. Toujours en 2009, il joue dans Liola de Giancarlo Giannini, dirigé par Gabriele Lavia, adapté de la pièce de Luigi Pirandello.
En février 2010, il fait son retour au cinéma avec Scusa ma ti voglio sposare (Désolé mais je veux t'épouser). Le film, écrit et réalisé par Federico Moccia, est la version cinématographique du roman de Federico Moccia. Il joue aussi un petit rôle dans The Tourist de Florian Henckel von Donnersmarck, dont les deux stars vedettes sont Angelina Jolie et Johnny Depp. En 2011 il est le psychiatre d'un enfant dans Immaturi (Immatures) de Paul Genovese. La même année, il joue le rôle de Jules dans Nessuno mi può giudicare (Personne ne peut me juger) de Massimiliano Bruno.
En 2012, il est le fils d'un politicien véreux dans Viva Italie et est de nouveau le neuropsychiatre Georgio dans Immaturi il viaggio (Immatures - Le voyage). En 2013, il joue dans la comédie Out of the Blue dirigée par Edward Leo. En novembre 2014 sort la comédie Scusate se esisto (Désolé si j'existe !), aux côtés de Paola Cortellesi et Marco Bocci. Début 2015 sort la comédie  Sei già stata sulla luna (Avez-vous déjà été sur la lune ?), dirigée par Paul Genovese et interprétée par Liz Solari, Neri Marcorè et Sergio Rubini.
En 2018 il est invité à venir danser lors de la 4e semaine de Ballando con le stelle 13.

### L'engagement social et de bienfaisance
En 2007 il a participé avec d'autres acteurs, dont Roberto Benigni et Francesco Totti, au calendrier de l'AIPD, association italienne des personnes atteintes de trisomie 21 ou Syndrome de Down, association qui vise à mieux défendre ces personnes et, en particulier, les enfants. Parallèlement, Raul Bova a souvent été présent au "Derby du cœur" (Derby del Cuore), joué entre les clubs de football Lazio et Roma en faveur de divers organismes de bienfaisance et associations caritatives. Le 15 octobre 2010, Raoul Bova a été nommé Ambassadeur de bonne volonté de l'Organisation des Nations Unies pour l'alimentation et l'agriculture (FAO).
Propriétaire d'un mas près de Fasano dans la région méridionale des Pouilles, l'acteur a proposé à la Croix Rouge italienne d'en disposer pour porter secours aux malades lors de la pandémie de Covid 19 en 2020. Raoul Bova et sa compagne espagnole Rocio Munoz Morales sont par ailleurs eux-mêmes bénévoles et porte-paroles de la Croix Rouge et ont été mobilisés sur le terrain lors de l'épidémie. Le comédien prépare une série en hommage au travail des bénévoles de La Croix-Rouge.

## Filmographie

### Cinéma
- 1992 : Quando eravamo repressi de Pino Quartullo
- 1992 : Mutande pazze de Roberto d'Agostino : Rocco
- 1993 : Cominciò tutto per caso d'Umberto Marino : Romolo
- 1993 : Il ventre di Maria de Memè Perlini : l'acteur
- 1993 : Piccolo grande amore de Carlo Vanzina : Marco
- 1995 : Palerme-Milan aller simple (Palermo Milano - Solo andata) de Claudio Fragasso : Agent Nino Di Venanzio
- 1996 : Ninfa plebea de Lina Wertmüller : Pietro, le copain de Miluzza
- 1996 : La frontiera de Franco Giraldi : Emidio Orlich
- 1996 : La lupa de Gabriele Lavia : Nanni
- 1997 : Il sindaco d'Ugo Fabrizio Giordani : Eddy
- 1998 : Coppia omicida de Claudio Fragasso : Dario
- 1998 : Rewind de Sergio Gobbi : Paul Mansart
- 1999 : Terra bruciata de Fabio Segatori : Francesco Loreano / Tom Grasso
- 2001 : I cavalieri che fecero l'impresa de Pupi Avati : Giacomo di Altogiovanni
- 2002 : Avenging Angelo de Martyn Burke : Marcello / Johnny Carboni
- 2003 : La Fenêtre d'en face (La Finestra di fronte) de Ferzan Özpetek : Lorenzo
- 2003 : Sous le soleil de Toscane (Under the Tuscan Sun) d'Audrey Wells : Marcello
- 2004 : Alien vs. Predator de Paul W. S. Anderson : Sebastian de Rosa
- 2005 : Stasera lo faccio de Alessio Gelsini Torresi : le professeur
- 2006 : La fiamma sul ghiaccio d'Umberto Marino : Fabrizio
- 2007 : Io, l'altro de Mohsen Melliti : Giuseppe
- 2007 : Milano-Palermo: il ritorno de Claudio Fragasso : Nino di Venanzio
- 2008 : Aspettando il sole d'Ago Panini : Enea Chersi
- 2008 : Scusa ma ti chiamo amore de Federico Moccia : Alessandro "Alex'"Belli
- 2008 : Ti stramo de Pino Insegno : le docteur (apparition)
- 2009 : Sbirri de Roberto Burchielli : Matteo Gatti
- 2009 : 15 Seconds de Gianluca Petrazzi (court-métrage)
- 2009 : Baarìa de Giuseppe Tornatore : Roman, journaliste
- 2009 : Liolà de Gabriele Lavia :
- 2010 : La Bella società de Gian Paolo Cugno : Romolo
- 2010 : Scusa ma ti voglio sposare de Federico Moccia : Alessandro "Alex" Belli
- 2010 : Ti presento un amico de Carlo Vanzina : Marco Ferretti
- 2010 : La nostra vita de Daniele Luchetti : Piero
- 2010 : The Tourist de Florian Henckel von Donnersmarck : Comte Filippo Gaggia
- 2011 : Immaturi de Paolo Genovese : Giorgio
- 2011 : Nessuno mi può giudicare de Massimiliano Bruno : Giulio
- 2012 : Immaturi - Il viaggio de Paolo Genovese : Giorgio
- 2012 : Viva l'Italia de Massimiliano Bruno : Riccardo Spagnolo
- 2013 : Buongiorno papà d'Edoardo Leo : Andrea
- 2013 : Indovina chi viene a Natale? de Fausto Brizzi : Francesco
- 2014 : Fratelli unici d'Alessio Maria Federici : Pietro
- 2014 : Scusate se esisto! de Riccardo Milani : Francesco
- 2015 : Rendez-vous sur la lune (Sei mai stata sulla Luna?) de Paolo Genovese : Renzo
- 2015 : La Sceita de Michele Placido : Giorgio
- 2015 : Torno indietro e cambio vita de Carlo Vanzina : Marco Damiani
- 2015 : Tous les chemins mènent à Rome (All Roads Lead to Rome) d'Ella Lemhagen : Luca

### Télévision
- 1993 : Une storia italiana, téléfilm de Stefano Reali : Giuliano Amitrano
- 1995 : La Mafia - Saison 7 (La piovra 7 - Indagine sulla morte del commissario Cattani), série TV de Luigi Perelli : Vicecommissario Gianni Breda
- 1997 : La Mafia - Saison 8 (La piovra 8 - Lo scandalo, téléfilm) : Capitaine Carlo Arcuti
- 1997 : Le Quatrième Roi (Il Quarto re) de Stefano Reali : Alazhar
- 1998 : La Mafia - Saison 9 (La piovra 9 - Il patto, téléfilm) : Capitaine Carlo Arcuti
- 1998 : Ultimo, téléfilm de Stefano Reali : Roberto Di Stefano alias Ultimo
- 1999 : Ultimo 2 - La sfida, téléfilm de Michele Soavi : Roberto Di Stefano alias Ultimo
- 2001 : Madame de..., téléfilm de Jean-Daniel Verhaeghe : Vittorio
- 2001 : Francesca e Nunziata (it), téléfilm de Lina Wertmüller : Federico Montorsi
- 2001 : Il testimone, téléfilm de Michele Soavi : Marco Basile
- 2002 : Francesco, téléfilm de Michele Soavi : Francesco
- 2004 : Ultimo 3 - L'infiltrato, téléfilm de Michele Soavi : Roberto Di Stefano alias Ultimo
- 2005 : Karol, l'homme qui devint Pape (Karol, un uomo diventato Papa), téléfilm de Giacomo Battiato : Tomasz Zaleski
- 2006 : État pour cible (Attacco allo stato (it)), mini-série de Michele Soavi : Diego Marra
- 2006 : What About Brian (série TV) : Angelo Varzi
- 2011 : Les Gardiens du trésor (téléfilm) de  Iain B. MacDonald : Angelo
- 2011 : Come un delfino, téléfilm de Stefano Reali : Alessandro Dominici
- 2013 : Ultimo 4 - L'occhio del falco, téléfilm de Michele Soavi : Roberto Di Stefano alias Ultimo
- 2013 : Come un delfino ^La serie (série TV) : Alessandro Dominici
- 2014 : Angeli, téléfilm de Stefano Reali : Claudio
- 2016 : Fuoco amico: Tf45 - Eroe per amore de Beniamino Catena (série TV) : Enea de Santis
- 2018 : Les Médicis : Maîtres de Florence (série TV) :  pape Sixte IV
- 2018 : Ultimo 5 (série TV): Roberto Di Stefano alias Ultimo
- 2019 : La Reine du sud (télénovela) : Francesco Belmondo
- 2019 : Made in Italy, mini-série de Luca Lucini : Giorgio Armani

## Distinctions
- David di Donatello
  - 1996 - Nomination Meilleur acteur dans un second rôle (Miglior attore non protagonista), pour Palermo Milano solo andata
  - 2011 - Nomination  Meilleur acteur dans un second rôle (Miglior attore non protagonista), pour La nostra vita
- Ruban d'argent
  - 2009 - Ruban d'argent spécial, pour la production du court-métrage de la plainte sur la peine de mort: 15 secondes, et pour le film Sbirri
  - 2011 - Nomination Meilleur acteur principal (Miglior attore protagonista), pour  Nessuno mi può giudicare
  - 2013 - Nomination Meilleur acteur principal (Miglior attore protagonista), pour Buongiorno papà
- Globe d'or
  - 2006 - Globo d'oro europeo
  - 2007 - Meilleur acteur principal (Miglior attore protagonista) , pour Io, l'altro
  - 2011 - Meilleur acteur principal (Miglior attore protagonista) , pour Nessuno mi può giudicare
- Telegatto
  - 2008 - Meilleur acteur principal (Miglior attore protagonista)

## Source de la traduction
- (it) Cet article est partiellement ou en totalité issu de l’article de Wikipédia en italien intitulé « Raoul Bova » (voir la liste des auteurs).